# Laura Minto
Laura Jayne Minto (* 18. Januar 1994, verheiratete Laura Jayne Harada) ist eine britische Badmintonspielerin von den Falklandinseln. 2021 heiratete sie den Fußballspieler Daryl Harada.

## Karriere
Laura Minto startete 2010, 2014 und 2022 bei den Commonwealth Games. 2010 und 2014 war sie dort jeweils in allen vier möglichen Disziplinen am Start, schied jedoch jeweils in der ersten Runde aus. 2009 und 2013 war sie bei den Island Games aktiv, schied dort jedoch ebenfalls jeweils in der Vorrunde aus. 2011 qualifizierte sie sich des Weiteren für die Youth Commonwealth Games. Im Folgejahr war sie bei den Brazil International 2012 im Einsatz.